# Carsten Schatz

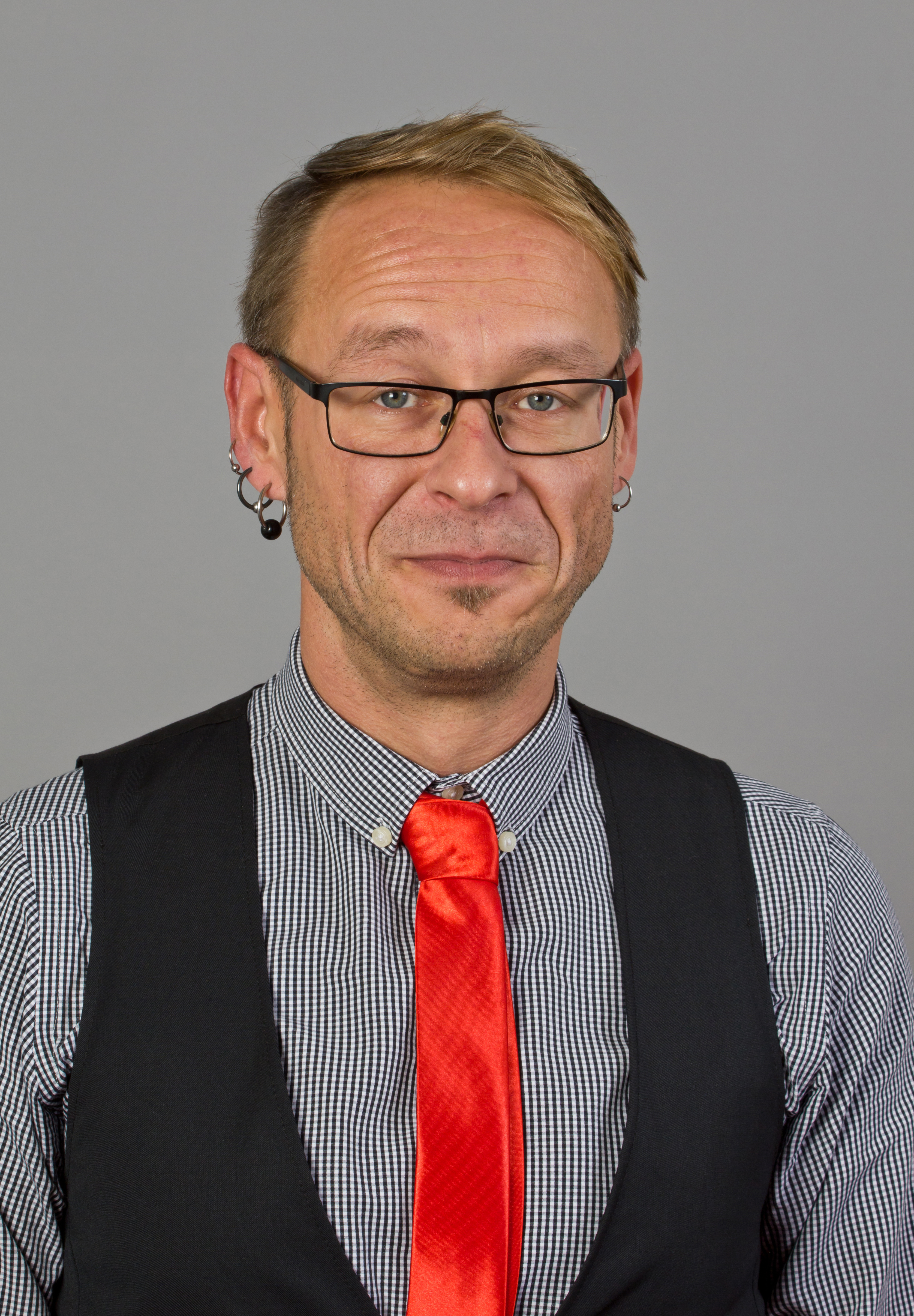
Carsten Schatz

Carsten Schatz (sinh ngày 10 tháng 1 năm 1970) là một nhà sử học và là thành viên của Đảng Cánh tả ở Đức.
Ông sống ở Berlin, và gia nhập Đảng Đoàn kết Xã hội chủ nghĩa vào năm 1988. Ông là người quản lý địa phương của Đảng Cánh tả ở Berlin từ năm 2001, và là thành viên của Abgeordnetenhaus của Berlin, quốc hội bang Berlin, kể từ năm 2013.
Ông là người đồng tính, và là người dương tính HIV đầu tiên nắm giữ chức vụ chính trị ở Đức.